# Puchar Azji w piłce siatkowej
Puchar Azji w piłce siatkowej - turniej siatkarski organizowany przez AVC od 2008 r., w którym udział biorą narodowe reprezentacje państw Azji i Oceanii. Turniej odbywa się co 2 lata. 

## Mężczyźni

### Medaliści
| Edycja | Rok  | Gospodarz         | Złoto            | Srebro           | Brąz       | Źródło |
| ------ | ---- | ----------------- | ---------------- | ---------------- | ---------- | ------ |
| I      | 2008 | Nakhon Ratchasima | Iran             | Korea Południowa | Chiny      | [ 1 ]  |
| II     | 2010 | Urmia             | Iran             | Chiny            | Indie      | [ 2 ]  |
| III    | 2012 | Vĩnh Yên          | Chiny            | Iran             | Japonia    | [ 3 ]  |
| IV     | 2014 | Ałmaty            | Korea Południowa | Indie            | Kazachstan | [ 4 ]  |
| V      | 2016 | Nakhon Pathom     | Iran             | Chiny            | Japonia    | [ 5 ]  |
| VI     | 2018 | Tajpej            | Katar            | Iran             | Japonia    |        |

### Klasyfikacja medalowa
| Lp. | Państwo          | złoto | srebro | brąz | Razem |
| --- | ---------------- | ----- | ------ | ---- | ----- |
| 1.  | Iran             | 3     | 2      | 0    | 5     |
| 2.  | Chiny            | 1     | 2      | 1    | 4     |
| 3.  | Korea Południowa | 1     | 1      | 0    | 2     |
| 4.  | Katar            | 1     | 0      | 0    | 1     |
| 5.  | Indie            | 0     | 1      | 1    | 1     |
| 6.  | Japonia          | 0     | 0      | 3    | 3     |
| 7.  | Kazachstan       | 0     | 0      | 1    | 1     |

## Historia występów poszczególnych reprezentacji
| Reprezentacja    | Liczba występów | Edycje PA | Edycje PA | Edycje PA | Edycje PA |
| Reprezentacja    | Liczba występów | 2008      | 2010      | 2012      | 2014      |
| ---------------- | --------------- | --------- | --------- | --------- | --------- |
| Australia        | 4               | 5.        | 5.        | 7.        | 7.        |
| Chiny            | 4               | 3         | 2         | 1         | 5.        |
| Chińskie Tajpej  | 2               | 7.        | 4.        |           |           |
| Indie            | 3               |           | 3         | 4.        | 2         |
| Indonezja        | 1               | 8.        |           |           |           |
| Iran             | 4               | 1         | 1         | 2         | 4.        |
| Japonia          | 4               | 4.        | 8.        | 3         | 6.        |
| Kazachstan       | 2               |           | 7.        |           | 3         |
| Korea Południowa | 4               | 2         | 6.        | 5.        | 1         |
| Mjanma           | 1               |           |           | 8.        |           |
| Tajlandia        | 2               | 6.        |           |           | 8.        |
| Wietnam          | 1               |           |           | 6.        |           |

## Kobiety

### Medalistki
| Edycja | Rok  | Gospodarz         | Złoto     | Srebro           | Brąz             | Źródło |
| ------ | ---- | ----------------- | --------- | ---------------- | ---------------- | ------ |
| I      | 2008 | Nakhon Ratchasima | Chiny     | Korea Południowa | Tajlandia        | [ 6 ]  |
| II     | 2010 | Taicang           | Chiny     | Tajlandia        | Korea Południowa | [ 7 ]  |
| III    | 2012 | Ałmaty            | Tajlandia | Chiny            | Kazachstan       | [ 8 ]  |
| IV     | 2014 | Shenzhen          | Chiny     | Korea Południowa | Kazachstan       | [ 9 ]  |
| V      | 2016 | Vinh Phuc         | Chiny     | Kazachstan       | Tajlandia        |        |
| VI     | 2018 | Nakhon Ratchasima | Chiny     | Japonia          | Tajlandia        |        |

### Klasyfikacja medalowa
| Lp. | Państwo          | złoto | srebro | brąz | Razem |
| --- | ---------------- | ----- | ------ | ---- | ----- |
| 1.  | Chiny            | 5     | 1      | 0    | 6     |
| 2.  | Tajlandia        | 1     | 1      | 3    | 5     |
| 3.  | Korea Południowa | 0     | 2      | 1    | 3     |
| 4.  | Kazachstan       | 0     | 1      | 2    | 3     |
| 5.  | Japonia          | 0     | 1      | 0    | 1     |

## Historia występów poszczególnych reprezentacji
| Reprezentacja    | Liczba występów | Edycje PA | Edycje PA | Edycje PA | Edycje PA |
| Reprezentacja    | Liczba występów | 2008      | 2010      | 2012      | 2014      |
| ---------------- | --------------- | --------- | --------- | --------- | --------- |
| Australia        | 1               | 7.        |           |           |           |
| Chiny            | 4               | 1         | 1         | 2         | 1         |
| Chińskie Tajpej  | 4               | 6.        | 6.        | 7.        | 6.        |
| Iran             | 3               |           | 8.        | 8.        | 7.        |
| Japonia          | 4               | 4.        | 4.        | 5.        | 4.        |
| Malezja          | 1               | 8.        |           |           |           |
| Kazachstan       | 3               |           | 5.        | 3         | 3         |
| Korea Południowa | 4               | 2         | 3         | 6.        | 2         |
| Tajlandia        | 4               | 3         | 2         | 1         | 5.        |
| Wietnam          | 4               | 5.        | 7.        | 4.        | 8.        |

## Najbardziej wartościowi zawodnicy (MVP)
Siatkarze
- 2008 –  Hamzeh Zarini
- 2010 –  Farhad Nazari Afshar
- 2012 –  Zhan Guojun
- 2014 –  Jae-Duck Seo
- 2016 –  Alireza Behboudi

Siatkarki
- 2008 –  Wei Qiuyue
- 2010 –  Wang Yimei
- 2012 –  Onuma Sittirak
- 2014 –  Yan Ni
- 2016 –  Li Jing
- 2018 –  Liu Yanhan